# Martin Senn
Martin Senn (* 22. März 1957 in Binningen; † 27. Mai 2016 in Klosters) war ein Schweizer Versicherungsmanager. Von 2010 bis Ende Dezember 2015 war er CEO der Zurich Insurance Group.

## Leben
Geboren und aufgewachsen in Binningen, Basel-Landschaft, absolvierte er zunächst eine verkürzte KV-Lehre beim damaligen Schweizerischen Bankverein in Basel. Während seiner Milizzeit bei der Schweizer Armee, die er als Oberleutnant beendete, hatte er den Wunsch, Militärpilot zu werden, was er jedoch nicht verwirklichen konnte.
Sein späterer beruflicher Werdegang führte den Anlagespezialisten über den Bankverein zur Credit Suisse. Nach einem Wechsel in die Versicherungsbranche war er für die Unternehmen Swiss Life und Zürich tätig, zunächst als Leiter der Investmentsparte, ab 2009 CEO und Nachfolger von James J. Schiro der Zürich-Gruppe.
Senn starb durch Suizid. Er war mit der koreanischen Violinistin Guen Soo-Senn verheiratet und hatte eine Tochter und einen Sohn.